# Мумин, Абдул
Хали́д Абду́л Муми́н Сулема́н (англ. Khalid Abdul Mumin Suleman; 6 июня 1998, Аккра) — ганский футболист, защитник испанского клуба «Райо Вальекано» и сборной Ганы.

## Карьера
Абдул является воспитанником клуба «Райт ту Дрим». 2 августа 2016 года присоединился к молодёжной команде датского клуба «Норшелланн». Спустя всего пять дней после заключения контракта Мумин дебютировал в чемпионате Дании.
23 января 2018 был отдан в аренду до конца сезона 2017/18 в «ХБ Кёге», за который провёл 13 матчей в Первой лиге Дании.
16 августа 2018 провёл первую игру в еврокубках, выйдя в стартовом составе матча отборочного раунда Лиги Европы 2018/19 с белградским «Партизаном».
В августе 2020 года перешёл в португальскую «Виторию», подписав с клубом контракт на четыре сезона